# 3753 Cruithne
3753 Cruithne eller 1986 TO är en asteroid i bana runt solen. Cruithne är en kvasisatellit till jorden, och kallas därför ibland "jordens andra måne". Den tillhör asteroidgruppen Aten.

## Upptäckt
Cruithne upptäcktes 10 oktober 1986 av astronomen Duncan Waldron vid Siding Spring-observatoriet, men det dröjde ända till 1997 innan den ovanliga banan upptäcktes och det var därför man till en början ansåg att Cruithne kunde vara ytterligare en måne till jorden. Asteroiden har fått sitt namn efter den iriska benämningen på pikterna.

## Storlek och bana
Cruithnes diameter är cirka 5 km.

Jordens och Cruithnes omloppsbannor med Solen som utgångspunkt.

Jordens och Cruithnes omloppsbannor med Jorden som utgångspunkt.

Anledningen till att man trodde att denna asteroid var en måne till jorden var den konstiga banan. Cruithne korsar jordens bana och det ser ut som att de följer efter varandra (se bild).
Anledningen till detta är ganska enkel. Cruithne går i en vanlig bana runt Solen. Men då hastigheten är så lik Jordens, ser det ut som att de följer efter varandra.
Cruithne har väldigt låg magnitud och kräver ett stort spegelteleskop för att kunna ses. Detta gör den svårare att se än Pluto.